# San Ricardo
San Ricardo ist eine philippinische Stadtgemeinde in der Provinz Southern Leyte. Sie hat 10.494 Einwohner (Zensus 1. August 2015).

## Baranggays
San Ricardo ist politisch in 15 Baranggays unterteilt.
- Benit
- Bitoon
- Cabutan
- Camang
- Esperanza
- Pinut-an
- Poblacion
- San Antonio (Alangalang)
- San Ramon
- Saub
- Timba
- Esperanza Dos
- Kinachawa
- Inolinan
- Looc